# 阿尔伯特·罗斯
阿尔伯特·罗斯（英語：Albert Rose，1910年3月30日—1990年7月26日），生于美国纽约，是一位对正析像管、超正析像管、光导摄像管等电视视频摄像管做出主要贡献的美国物理学家。他先后于1931年和1935年从康奈尔大学获得了文学硕士和博士学位。他曾经供职于美国无线电公司，工作是开发电视摄像管。
他作为光导学专家而出名，并且曾经写过一本名为《光导学的一些概念及相关问题》（Concepts in photoconductivity and allied problems）的书。1963年，该书由John Wiley & Sons公司在纽约出版。他还对噪声信号中物体的可见性进行了研究。他认为，信噪比大于或等于5是判断某一信号是否真实信号的判据。这被称作“罗斯準則”（Rose Criterion）。